# Cristian Manuel Núñez
Cristian Manuel Núñez (Resistencia, Provincia del Chaco, Argentina; 2 de agosto de 1980) es un futbolista argentino. Juega como delantero y es ídolo en el Club Atlético Boca Unidos. Actualmente milita en Club Empleados de Comercio
del Torneo Regional Amateur.
Hijos: Sánchez Juan Ignacio y radamel sanchez

## Clubes
| Club                                 | País      | Año       |
| ------------------------------------ | --------- | --------- |
| Chaco For Ever                       | Argentina | 2004-2005 |
| Unión de Sunchales                   | Argentina | 2005-2006 |
| Boca Unidos de Corrientes            | Argentina | 2006-2009 |
| Newell's Old Boys                    | Argentina | 2009-2010 |
| Boca Unidos de Corrientes            | Argentina | 2010-2012 |
| Unión de Santa Fe                    | Argentina | 2012      |
| Boca Unidos de Corrientes            | Argentina | 2013-2014 |
| Estudiantes de San Luis              | Argentina | 2014-2015 |
| Boca Unidos de Corrientes            | Argentina | 2016-2017 |
| Almirante Brown                      | Argentina | 2017-2018 |
| Boca Unidos de Corrientes            | Argentina | 2018-2021 |
| Nacional José María Paz              | Argentina | 2021      |
| Juventud de Puerto Tirol             | Argentina | 2021      |
| Empleados De Comercio de Resistencia | Argentina | 2024-Act. |

### Estadísticas
- Actualizado al 4 de diciembre de 2022

| Club                                | Div.                | Temporada           | Liga | Liga | Copa Nacional | Copa Nacional | Copa Internacional | Copa Internacional | Total | Total |
| Club                                | Div.                | Temporada           | PJ   | G    | PJ            | G             | PJ                 | G                  | PJ    | G     |
| ----------------------------------- | ------------------- | ------------------- | ---- | ---- | ------------- | ------------- | ------------------ | ------------------ | ----- | ----- |
| Chaco For Ever Argentina            |                     |                     |      |      |               |               |                    |                    |       |       |
| 4.ª                                 | 2004/05             | 28                  | 9    | -    | -             | -             | -                  | 28                 | 9     |       |
| Total                               | Total               | 28                  | 9    | -    | -             | -             | -                  | 28                 | 9     |       |
| Unión (S) Argentina                 |                     |                     |      |      |               |               |                    |                    |       |       |
| 3.ª                                 | 2005/06             | 22                  | 5    | -    | -             | -             | -                  | 22                 | 5     |       |
| Total                               | Total               | 22                  | 5    | -    | -             | -             | -                  | 22                 | 5     |       |
| Boca Unidos Argentina               |                     |                     |      |      |               |               |                    |                    |       |       |
| 4.ª                                 | 2006/07             | 35                  | 16   | -    | -             | -             | -                  | 35                 | 16    |       |
| 3.ª                                 | 2007/08             | ?                   | 12   | -    | -             | -             | -                  | ?                  | 12    |       |
| 3.ª                                 | 2008/09             | ?                   | 20   | -    | -             | -             | -                  | ?                  | 20    |       |
| 2.ª                                 | 2010/11             | 31                  | 11   | -    | -             | -             | -                  | 31                 | 11    |       |
| 2.ª                                 | 2011/12             | 34                  | 15   | 1    | 0             | -             | -                  | 35                 | 15    |       |
| 2.ª                                 | 2012/13             | 18                  | 4    | 3    | 2             | -             | -                  | 21                 | 6     |       |
| 2.ª                                 | 2013/14             | 21                  | 4    | -    | -             | -             | -                  | 21                 | 4     |       |
| 2.ª                                 | 2016                | 16                  | 3    | -    | -             | -             | -                  | 16                 | 3     |       |
| 2.ª                                 | 2016/17             | 32                  | 5    | -    | -             | -             | -                  | 32                 | 5     |       |
| 3.ª                                 | 2018/19             | 22                  | 4    | 2    | 0             | -             | -                  | 24                 | 4     |       |
| 3.ª                                 | 2019/20             | 11                  | 2    | 2    | 2             | -             | -                  | 13                 | 4     |       |
| 3.ª                                 | 2020                | 3                   | 0    | 1    | 0             | -             | -                  | 4                  | 0     |       |
| Total                               | Total               | 292                 | 96   | 9    | 4             | -             | -                  | 301                | 100   |       |
| Newell's Argentina                  |                     |                     |      |      |               |               |                    |                    |       |       |
| 1.ª                                 | 2009/10             | 23                  | 5    | -    | -             | 1             | 0                  | 24                 | 5     |       |
| Total                               | Total               | 23                  | 5    | -    | -             | 1             | 0                  | 24                 | 5     |       |
| Unión Argentina                     |                     |                     |      |      |               |               |                    |                    |       |       |
| 1.ª                                 | 2012/13             | 8                   | 0    | -    | -             | -             | -                  | 8                  | 0     |       |
| Total                               | Total               | 8                   | 0    | -    | -             | -             | -                  | 8                  | 0     |       |
| Estudiantes (SL) Argentina          |                     |                     |      |      |               |               |                    |                    |       |       |
| 3.ª                                 | 2014                | 13                  | 7    | -    | -             | -             | -                  | 13                 | 7     |       |
| 2.ª                                 | 2015                | 39                  | 8    | -    | -             | -             | -                  | 39                 | 8     |       |
| Total                               | Total               | 52                  | 15   | -    | -             | -             | -                  | 52                 | 15    |       |
| Almirante Brown Argentina           |                     |                     |      |      |               |               |                    |                    |       |       |
| 3.ª                                 | 2017/18             | 25                  | 4    | -    | -             | -             | -                  | 25                 | 4     |       |
| Total                               | Total               | 25                  | 4    | -    | -             | -             | -                  | 25                 | 4     |       |
| Juventud (PT) Argentina             |                     |                     |      |      |               |               |                    |                    |       |       |
| 4.ª                                 | 2021/22             | 6                   | 1    | -    | -             | -             | -                  | 6                  | 1     |       |
| Total                               | Total               | 6                   | 1    | -    | -             | -             | -                  | 6                  | 1     |       |
| Empleados De Comercio (R) Argentina |                     |                     |      |      |               |               |                    |                    |       |       |
| 4.ª                                 | 2024/25             | 6                   | 1    | -    | -             | -             | -                  | 6                  | 1     |       |
| Total                               | Total               | 6                   | 1    | -    | -             | -             | -                  | 6                  | 1     |       |
| Total en su carrera                 | Total en su carrera | Total en su carrera | 461  | 136  | 9             | 4             | 1                  | 0                  | 471   | 140   |

## Palmarés

### Campeonatos nacionales
| Título             | Club                      | País      | Año  |
| ------------------ | ------------------------- | --------- | ---- |
| Torneo Argentino B | Boca Unidos de Corrientes | Argentina | 2007 |
| Torneo Argentino A | Boca Unidos de Corrientes | Argentina | 2009 |
| Torneo Federal A   | Estudiantes de San Luis   | Argentina | 2014 |

### Distinciones individuales
| Distinción                                 | Año  |
| ------------------------------------------ | ---- |
| Goleador del Torneo Argentino A (20 goles) | 2009 |